# Manolita Gutiérrez Guzmán
Manolita Gutiérrez Guzmán (Barcelona, 21 d’agost de 1954) és una exnedadora catalana, especialitzada en les proves d'estil individual.
Es formà al Club Natació Poble Nou i amb catorze anys disputà la seva primera prova internacional en 800 m llure. Es proclamà campiona de Catalunya en tres ocasions, dos en 200 m estils (1970 i 1973) i una en 400 m estils (1969). També es proclamà d'Espanya en 200 m estils (hivern i estiu 1970) i de 400 m estils (1969). Fou plusmarquista catalana i estatal del 200 m estils (1970) i del relleu 4x100 m estils (1972). Internacional amb la selecció espanyola, competí a la Copa d’Europa femenina (1969) i als Campionats d’Europa (1970).